# Centre national de recherches préhistoriques, anthropologiques et historiques
Le Centre national de recherches préhistoriques, anthropologiques et historiques (CNRPAH) (en arabe : المركز الوطني للبحوث في عصور ما قبل التاريخ، علم الإنسان و التاريخ), est un établissement algérien à caractère scientifique et technologique (EPST) créé en 1964, qui dépend du ministère de la Culture. Son siège est établi à Alger. Ses domaines de recherche sont la Préhistoire, l'Anthropologie et l'Histoire.

## Historique
Pendant la colonisation française de l'Algérie, le Centre Algérien de Recherches Anthropologiques, Préhistoriques et Ethnographiques (CARAPE) a été créé en 1955. Après l'indépendance du pays et précisément en 1964, il est créé le Centre de Recherche Anthropologiques, Préhistoriques et Ethnographiques (CRAPE) avant d’être rattaché en 1984 au Centre national d’études historiques (CNEH).
En 1993, et conformément au décret exécutif no 93-141 du 14 juin 1993, le Centre National d’Études Historiques est transformé en établissement public a caractère scientifique et technologique ; il est dénommé Centre National de Recherches Préhistoriques, Anthropologiques et Historiques (CNRPAH).
En 2017, l'Arrêté interministériel du 5 novembre 2017, paru au journal officiel no 3 du 24 janvier 2018, fixe l’organisation interne du centre national de recherches préhistoriques, anthropologiques et historiques. Sous l’autorité du directeur, le centre est
organisé en départements techniques, en services
administratifs, en divisions de recherche et en stations
expérimentales.

## Missions
Les missions du centre sont les suivantes,, :
- Réaliser des recherches dans les domaines de la culture et des interactions de l'homme avec ses milieux de la préhistoire à nos jours ;
- Réaliser des opérations de fouilles archéologiques ;
- Mettre en place une banque de données (documentaire, photographique et audiovisuelle) sur le patrimoine national à des fins académiques ;
- Définir les conditions de conservation, d’exploitation et de préservation du patrimoine national matériel et immatériel ;
- Mettre en œuvre un plan de sauvegarde et de numérisation du patrimoine écrit, photographique, sonore et audiovisuel ;
- Constituer des dossiers de fonds sur la patrimoine national pour sa préservation et son classement auprès du ministère de la Culture et l'Unesco ;
- Organiser des colloques, des séminaires et des rencontres scientifiques nationales, régionales et internationales ;
- Mettre en place une politique éditoriale visant à développer un vaste programme de publications scientifiques ;
- Encourager la recherche, la réflexion et le débat scientifique dans les différents domaines concernant l'histoire, la préhistoire، l'anthropologie, ainsi que toutes les disciplines relevant des sciences humaines ;
- Proposer des études supérieures à travers son école doctorale d'archéologie. Cette école accueille essentiellement des étudiants licenciés en archéologie qui veulent préparer un magistère puis un doctorat dans le même domaine ;

## Activités
- En 2004 et 2005, des fouilles menées sur le site d'Aïn Hanech, situé dans la commune de Guelta Zerka, dans la wilaya de Sétif, en Algérie, par des chercheurs du centre, en collaboration avec des chercheurs étrangers, ont livré des outils lithiques, qui ont été datés de 1,8 million d'années (Ma)[8],[9].

- En 2008, le centre a organisé un colloque international sur le soufisme, axé essentiellement sur « La chevalerie spirituelle dans l'ordre Rahmania »[10].

- En 2014, le directeur du centre a déclaré à la presse, que les fouilles menées sur le site de Teghennif situé à environ 20 km de Mascara par 18 chercheurs algériens et quatre autres espagnols, ont permis de découvrir des ossements d’animaux et des objets en pierre datés de 1 million d'années (Ma)[11].

- En 2015, le centre a organisé un colloque sur le thème « Cirta, cité et territoires », avec la participation de 34 intervenants algériens et étrangers spécialisés dans la Préhistoire et l'anthropologie[12].

- En 2015, le directeur de l'annexe du centre national de recherches préhistoriques, anthropologiques et historiques (CNRPAH) d'Aïn M'lila a annoncé que les chercheurs ont mis au jour deux vestiges à Constantine. La première découverte concerne des gravures rupestres remontant à la dernière période de la préhistoire, au nord-ouest de Constantine, au lieu-dit Kef Tessara, à 1 km du site archéologique de Tiddis. La deuxième découverte a trait aux restes du mur de la cour et du minaret originel de la grande mosquée de Constantine, construite vers l'an 1135 par les Hammadides, sous le règne du sultan Yahya ibn Abd al-Aziz. Il s'agit d'un lieu de culte dont une partie avait été détruite entre 1867 et 1869 par l’administration coloniale française[13],[14],[15].

- En mai 2018, une équipe de fouilles de l'annexe de Tlemcen du centre national de recherches préhistoriques, anthropologiques et historiques (CNRPAH) ont découvert dans la grotte préhistorique de Ghar Lehmam de Tafessera, dans la commune des Azaïls à 35 km au sud de la wilaya de Tlemcen, des outils de pierres de taille et d’ossements d’animaux de l’époque épipaléolithique qui englobe la culture ibéromaurusienne, soit entre approximativement 8 000 et 14 000 ans avant le présent (AP)[16].

- En 2018, le CNRPAH a organisé un atelier sur la traduction dans les sciences humaines et du patrimoine : croisement des langues, transmission et circulation des idées[17].

- En 2018, des chercheurs du CNRPAH, en collaboration avec des chercheurs étrangers, ont publié dans la revue américaine Science le résultat de leurs fouilles archéologiques sur le site préhistorique d'Aïn Boucherit, situé dans la commune de Guelta Zerka, dans la wilaya de Sétif, en Algérie, qui ont permis de découvrir les plus anciens outils lithiques connus en Afrique du Nord, de type oldowayen (galets taillés), et des ossements animaux fossiles portant des marques de découpe. Ces vestiges témoignent d’une présence humaine à cet endroit il y a environ 2,4 millions d'années (Ma)[18],[19]. Il s'agit du site archéologique le plus ancien d'Afrique du Nord[20],[21].

- En janvier 2021, le CNRPAH a présenté avec d’autres organismes nationaux la nouvelle carte archéologique de l’Algérie sous forme d’application interactive. C’est un programme de mise à jour de l’Atlas archéologique de l'Algérie réalisé par l’archéologue français Stéphane Gsell en 1911 durant la période coloniale, intitulé "Atlas archéologique de l’Algérie". Cette nouvelle carte englobe 15 200 sites, dont 7 640 recensés dans l’Atlas de Gsell et 7 652 nouveaux sites recensés[22].

- En 2021, le centre a organisé une manifestation portes ouvertes sur les domaines de recherche et les activités du CNRPAH, avec la présentation du patrimoine culturel matériel et immatériel que recèle l'Algérie, ainsi que les tâches et les diverses activités scientifiques, les découvertes et les réalisations du centre et ses efforts pour préserver, maintenir et valoriser ce patrimoine[23].

- En décembre 2022, l'UNESCO a inscrit le raï (genre musical) sur la liste représentative du patrimoine culturel immatériel de l'humanité en tant que chant populaire d'Algérie. Le dossier d'inscription du raï a été introduit en mars 2016 au nom de l’Algérie par le CNRPAH[24].

- En janvier 2023, le centre a organisé une journée d’étude sous le signe « Yennayer nous rassemble dans une Algérie unie et unifiée ». Cette rencontre a mis en lumière le caractère social et culturel des festivités caractérisant le Nouvel An amazigh dans toute l’Algérie[25].

- En décembre 2024, l'UNESCO a inscrit « le costume féminin de cérémonie dans le Grand Est de l’Algérie : savoir-faire associés à la confection et à la parure de la Gandoura et de la Melehfa » sur la liste représentative du patrimoine culturel immatériel de l'humanité. Parmi les éléments composant la Gandoura et la Melehfa, figurent le qat et le qouit, ainsi que le mendil, l'ellehaf et les incrustations faites à la main. En outre, l'inscription comprend les bijoux traditionnels associés à la tenue, tels que la chachia Soltani, les bijoux frontaux appelés jbin et Khit er rouh, ainsi que les ceintures (m'hazma, hzam) et d'autres pièces essentielles à l'ensemble du costume. Le dossier d'inscription de ces habits et leurs accessoires a été introduit en mars 2023 au nom de l’Algérie par le CNRPAH[26],[27].

## Bibliothèque du centre
Le Centre dispose d'un important fonds d'archives sonores et d'un riche fonds documentaire. Il dispose d'une bibliothèque de plus de 9 000 ouvrages de préhistoire, anthropologie, anthropologie sociale, musicologie, un fonds cartographique doté d'ouvrages en topographie, géographie et photos aériennes, ainsi qu'un fonds de 800 périodiques se déclinant chacune en plusieurs numéros. La bibliothèque s'est enrichie de dons de fonds, à l'instar de ceux du psychiatre et essayiste, Frantz Fanon (1 400 ouvrages, 30 articles et 27 périodiques), de l'ethnologue spécialiste des touaregs de l’Ahaggar Marceau Gast (410 ouvrages, 140 périodiques), du sociologue Mahfoud Bennoune (245 ouvrages, 23 périodique et 9 articles), du philosophe Aissa Thaminy (205 ouvrages en langue arabe, 1 089 ouvrages en langue française et 203 ouvrages en langue allemande, et 36 périodiques) et de l'ethnologue française Germaine Tillion (346 ouvrages, 33 périodiques, 32 articles et 150 photographies)

## Phonothèque du centre
La section ethnomusicologique du centre est apparue en 1967 avec l'arrivée de Pierre Augier, musicologue et ancien professeur de musique à Oran, qui a commencé à rassembler et à classer les enregistrements, dont les plus anciens remontent à 1935. De 1969 à 1976, Pierre Augier et l'écrivain et spécialiste de la langue et la culture berbères, Mouloud Mammeri, ont accompli un travail de collecte dans le Sud algérien, accomplissant ainsi quelque 632 bobines d'enregistrements et d'entretiens sur l'histoire des lieux et les différents thèmes musicaux et rythmiques les identifiant. En plus des enregistrements autour de la musique andalouse dans ses trois variantes, gharnati,  sanâa et malouf des régions du nord (Tlemcen, Alger, Blida et Constantine) et les chants patriotiques kabyles. D'autres modes musicaux de différentes régions d'Algérie ont fait l'objet d'études au centre. Entre autres modes et rythmes répertoriés, le tindé, l'imzad, l'éléwen, le tazengharet, le thigelt et le tazemart dans la région de l'Ahaggar, l'ahellil et le taguerabt dans celle du Touat, le chelali dans le Gourara, et le melhoun dans la région des Hauts Plateaux. Durant les années 1980, l'ethnomusicologue Nadia Mecheri a continué à travailler sur le répertoire mixte commencé par Pierre Augier et Mouloud Mammeri, avant de travailler avec le professeur Ahmed Benaoum et constituer un fonds sonore de 150 bobines, axant ses recherches sur l'aspect technique pour tenter de comprendre le rapport des différentes conceptions rythmiques, modales et mélodiques avec les régions de découverte et les mœurs et coutumes de leurs peuples.

## Publications
Le centre a publié plusieurs ouvrages, recueils, travaux et revues dont, :
- Rachid Bellil, Anthologie du conte amazigh d'Algérie (Aurès, Oued Righ, Ouargla, Mzab). Tome 1, 471 pages, 2015
- Rachid Bellil, Anthologie du conte amazigh d'Algérie (Chenoua, At Menacer, Ouarsenis, At Snous, Monts des Ksour). Tome 2, 883 pages, 2015
- Rachid Bellil, Anthologie du conte amazigh d'Algérie. Tome 3, 721 pages, 2017
- Maya Saïdani, Anthropologie et musique : Histoire et développement. De l'enquête de terrain à l'analyse des données, 217 pages, 2015
- Mehenna Mahfoufi, Chants de femmes en Kabylie : Fêtes et rites au village, 289 pages, 2006
- Zaïm Khenchelaoui, L'imagerie mystique dans le folklore algérien, 114 pages, 2005
- Nadia Chellig, Jazya princesse berbère. : Travaux du Centre National de Recherches Préhistoriques, Anthropologiques et Historiques, 117 pages, 1998
- Slimane Hachi et Farid Kherbouche, Lybica. Actes du colloque international, la Numidie, Massinissa et l'histoire, pages 336, 2017
- Boussad Berrichi, Mouloud Mameri : Ecrits et paroles. Tome 1, 311 pages, 2008
- Boussad Berrichi, Mouloud Mameri : Ecrits et paroles. Tome 2, 311 pages, 2008
- Rachid Bellil, Mutations touarègues (Kel ahaggar et kel adagh). N°3, 351 pages, 2008
- Torbjorn Odegaard et Slimane Hachi, Une paix et amitié perpétuelles : sur le traité de paix entre le Royaume du Danemark-Norvège et la Régence d'Alger (1746), 69 pages, 2017
- Marceau Gast, Tikatoûtîn. : Un instituteur chez les touaregs, itinéraire d'un apprenti ethnologue, 199 pages, 2004

## Direction
- Farid Kherbouche ( - oct 2018)
- Slimane Hachi (oct 2018 - mai 2021)
- Farid Kherbouche (mai 2021[32] - mars 2022)
- Slimane Hachi (mars 2022 - )